# Ruprechtia jamesonii
Ruprechtia jamesonii Meisn. – gatunek rośliny z rodziny rdestowatych (Polygonaceae Juss.). Występuje naturalnie w Ekwadorze oraz Peru. 

## Morfologia
PokrójWiecznie zielone drzewo dorastające do 1,5–4 m wysokości.
LiścieMają owalny lub podłużnie owalny kształt. Mierzą 3–7,5 cm długości oraz 1,5–5 cm szerokości. Są skórzaste. Blaszka liściowa jest całobrzega, o rozwartej nasadzie i tępym wierzchołku.